# Szklarka (Bystrzyca Kłodzka)

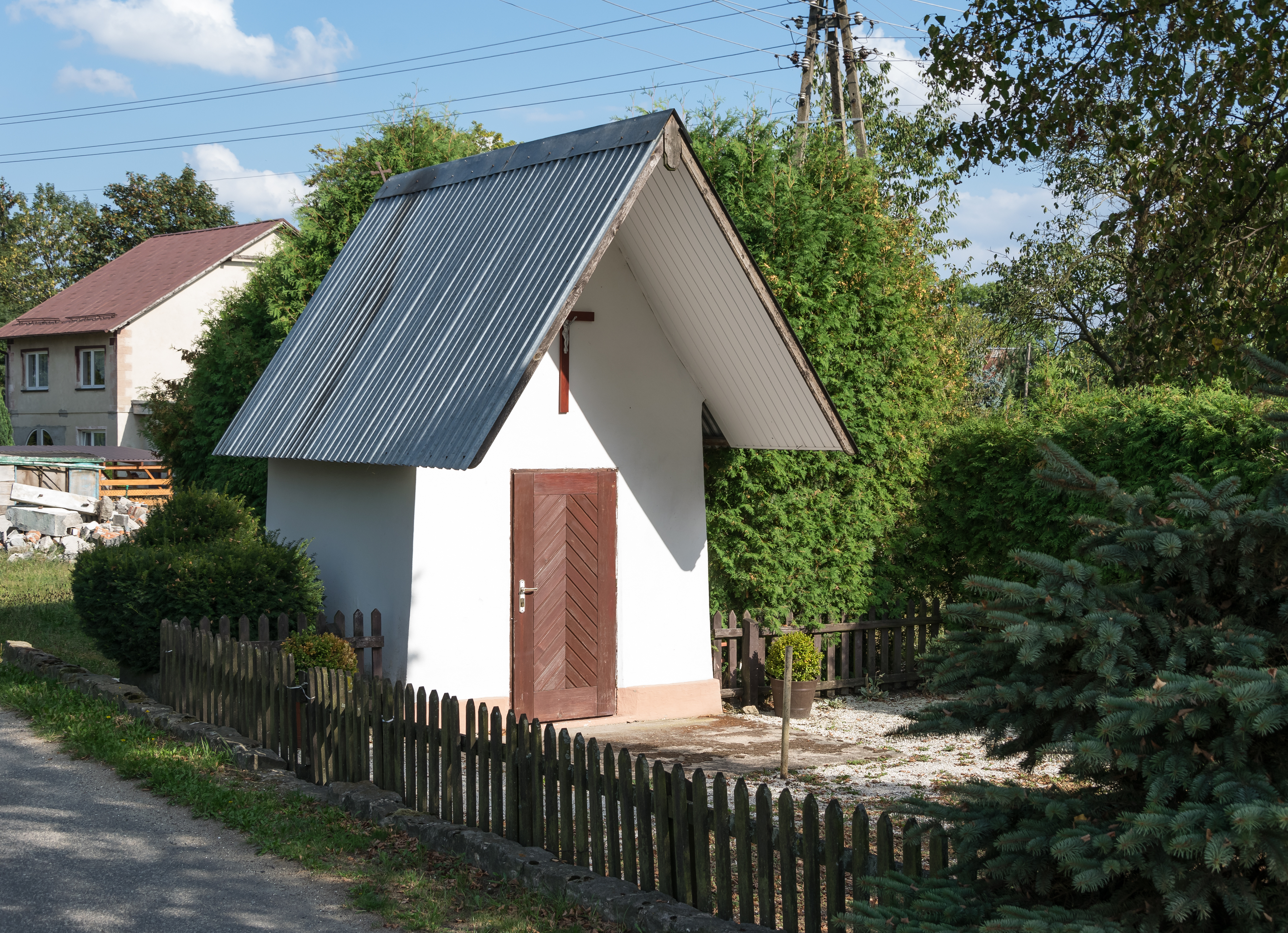
Hauskapelle

Szklarka (deutsch: Glasendorf) ist ein Ort in der Stadt- und Landgemeinde Bystrzyca Kłodzka im Powiat Kłodzki der Woiwodschaft Niederschlesien in Polen. Es liegt fünf Kilometer nordwestlich von Bystrzyca Kłodzka (Habelschwerdt).

## Geographie
Szklarka liegt im Glatzer Kessel am Rand des Habelschwerdter Gebirges. Durch den Ort verläuft die Woiwodschaftsstraße 388 von Bystrzyca Kłodzka nach Polanica-Zdrój (Bad Altheide). Nachbarorte sind Gorzanów (Grafenort) im Nordosten, Zabłocie (Krotenpfuhl) und Bystrzyca Kłodzka im Südosten, Stara Bystrzyca (Alt Weistritz) im Süden, Wójtowice (Voigtsdorf) und Zalesie (Spätenwalde) im Südwesten, Huta (Hüttenguth) im Westen und Szczawina (Neu Brunn) sowie Stara Łomnica (Alt Lomnitz) im Nordwesten.

## Geschichte
Glasendorf entwickelte sich aus einer im 14. Jahrhundert errichteten Glashütte. Es wurde erstmals 1417 als „Glesendorf“ erwähnt und war bis 1507 im Besitz der Herren von Pannwitz auf Rengersdorf. Es war zur Pfarrkirche in Altlomnitz gewidmet. 1628 erwarb Graf Johann Arbogast von Annenberg den Altlomnitzer Mittelhof zusammen mit den dazugehörigen Dörfern Glasendorf und Sauerbrunn und verband sie mit seiner Herrschaft Arnsdorf (später Grafenort). Durch Heirat gelangten die Besitzungen 1651 an den Grafen Johann Friedrich von Herberstein. Er bildete aus den Besitzungen eine Majoratsherrschaft, zu der auch Glasendorf gehörte.
Nach dem Ersten Schlesischen Krieg 1742 und endgültig mit dem Hubertusburger Frieden 1763 fiel Glasendorf zusammen mit der Grafschaft Glatz an Preußen. Nach der Neugliederung Preußens gehörte es ab 1815 zur Provinz Schlesien und war zunächst dem Landkreis Glatz und ab 1818 dem neu geschaffenen Landkreis Habelschwerdt eingegliedert, mit dem es bis 1945 verbunden blieb. Seit 1874 gehörte Landgemeinden Glasendorf zum Amtsbezirk Alt Lomnitz. 1939 wurden 140 Einwohner gezählt.
Als Folge des Zweiten Weltkriegs fiel Glasendorf 1945 mit dem größten Teil Schlesiens an Polen und wurde zunächst in Szklarna Huta und 1946 in Szklarka umbenannt. Die deutsche Bevölkerung wurde vertrieben. Die neu angesiedelten Bewohner waren teilweise Zwangsumgesiedelte aus Ostpolen, das an die Sowjetunion gefallen war. Die Zahl der Einwohner nahm nachfolgend deutlich ab. Ab 1945 gehörte Szklarka zum Powiat Bystrzycki (Habelschwerdt), der 1975 aufgelöst worden war. 1975–1998 gehörte es zur Woiwodschaft Wałbrzych (Waldenburg).